# The Sound of Silence
The Sound of Silence (początkowo wyd. jako The Sounds of Silence) – piosenka amerykańskiego duetu Simon & Garfunkel wydana na singlu w 1965 roku (przez CBS Records International). Był to pierwszy singiel pochodzący z albumu Sounds of Silence (1966).

## Lista utworów
- Płyta gramofonowa (1 września 1965)[1]

1. „The Sounds of Silence” – 3:05
2. „We’ve Got a Groovey Thing Goin’” – 1:55

- Płyta gramofonowa (1970)[1]

1. „The Sounds of Silence” – 3:02
2. „Homeward Bound” – 2:27

## Notowania na listach przebojów
| Kraj/Region       | Lista (1966/1968/1969/2009/2013) | Najwyższa pozycja | Certyfikat |
| ----------------- | -------------------------------- | ----------------- | ---------- |
| Stany Zjednoczone | Hot 100                          | 1                 |            |
| Japonia           | Oricon Weekly Singles Chart      | 1                 |            |
| Austria           | Singles Top 10                   | 3                 |            |
| Niemcy            | Top 100 Singles                  | 9                 |            |
| Belgia (Flandria) | Ultratop 20                      | 11                |            |
| Holandia          | Single Top 20                    | 11                |            |
| Francja           | Top 200 Singles                  | 36                |            |
| Szwajcaria        | Singles Top 100                  | 94                |            |
| Włochy            |                                  |                   | złoto      |

Utwór, wraz z innymi piosenkami duetu, znalazł się na ścieżce dźwiękowej filmu Mike'a Nicholsa pt. Absolwent (1967).

## Wersja Disturbed
Amerykański zespół muzyczny Disturbed nagrał cover utworu, który został opublikowany na singlu 7 grudnia 2015, a także znalazł się na szóstym albumie studyjnym formacji – Immortalized (2015).
We wrześniu 2024 nagranie uzyskało w Polsce certyfikat dwukrotnie diamentowej płyty.